# Conde Deodatus

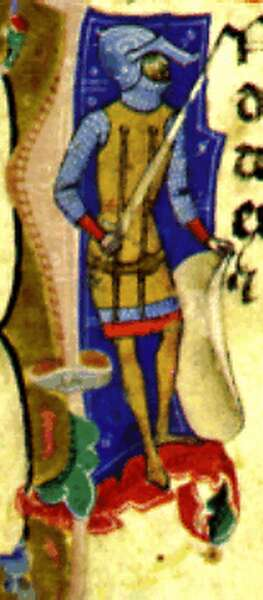
Conde Deodatus. Imagen de la Crónica Ilustrada húngara

El conde Deodatus según la Crónica Ilustrada húngara, fue un noble de la familia napolitana Sanseverino de origen normando que fue padrino de bautizmo del rey San Esteban I de Hungría en 983. 

## Biografía
El Conde Deodatus fue uno de los primeros cristianos que establecieron contactos con el gran príncipe Géza de Hungría en el siglo X, cuando los húngaros comenzaron a cristianizarse, y finalmente se asentó en los territorios de este monarca. Según la tradición proveniente del siglo XIV, Deodatus fue padrino de bautizo del hijo de Géza, Esteban I, y fundó un monasterio benedictino al noreste del reino húngaro. Puesto que Esteban no llamaba a Deodatus por su nombre propio sino le decía afectuosamente "Tata", tanto el castillo, el monasterio y posteriormente la actual ciudad de Tata recibieron el nombre en honor al conde.
Sin embargo, algunos historiadores modernos aseguran que probablemente Deodatus no haya sido una figura histórica real, puesto que la familia Sanseverino llegó a Salerno en 1045. También es probable que de haber existido Deodatus, su origen fuese otro o que perteneciese a una rama diferente de la familia.